# Vette tingslag
Vette tingslag var mellan 1699 och 1731 samt mellan 1801 och 1926 ett tingslag i Göteborgs och Bohus län i Norrvikens domsaga. I perioden 1731 till 1801 ingick området i Vette och Tanums tingslag. Tingsplatsen var i Strömstad.
Tingslaget omfattade Vette härad. 
Tingslaget uppgick 1 januari 1927 i Norrvikens tingslag.